# Helping You Back To Work Volume 1
Helping You Back To Work Volume 1 is een compilatiealbum uitgebracht in 1997 door het Britse platenlabel Lockjaw Records.
Op nummer 21 van het album is Balloonatic te vinden, het allereerste nummer van de Britse rockband Muse. Het album is met de toenemende bekendheid van de band een verzamelobject geworden, waar nu al bedragen van meer dan € 200,- voor gevraagd worden. 

## Tracklist
1. The Babies 3 - Think For Yourself
2. Tetsu - Blunt
3. Lockdown - Friend
4. Splitscreen - Procrastinate
5. Hydra - Waking Up Drunk
6. Thirdrate - The Tube
7. Freebase - The Blame
8. Tribute To Nothing - Clamp
9. Monkey Boy - Death Of A Stuntman
10. Agent 'O' - Empty
11. Leech Woman - Ova
12. Choke TV - Bad Car Wreck
13. Cynical Smile - Brit-vic
14. Vest - Strong Room
15. Set Against - In Cold Blood
16. Callous - Nil By Mouth
17. Repulse - 2/10
18. Tiananmen - Rundown
19. Subvert - Material Gain
20. Labrat - Apology
21. Muse - Balloonatic
22. The Devices - Splifford